# Базилика Святой Приски Римской
См. также Санта-Приска (Мексика)
Базилика Святой Приски Римской или Санта-Приска (итал. Santa Prisca) — барочная базилика на Авентине в Риме.
Базилика построена в IV—V веках на месте храма Митры, с 499 года посвящена раннехристианской мученице (I век) св. Приске. Является одной из самых ранних христианских церквей в Риме, однако от прежней постройки почти ничего не сохранилось.
Церковь неоднократно перестраивалась в XVII и XVIII веках, в 1660 году Карло Ломбарди был построен новый фасад. В крипте церкви хранятся реликвии святой; фрески выполнены Антонио Темпеста. Во внутреннем убранстве церкви лишь 14 античных колонн напоминают о прежней постройке.
Церковь знаменита митреумом и античными римскими постройками под церковью. Здесь выставлены находки, предметы быта, надписи, скульптуры. В нише расположен рельеф Митры, убивающего быка, перед нишей находится фигура Океана.